# Big Hero 6
Big Hero 6 is een Amerikaanse 3D-computeranimatiefilm uit 2014, geregisseerd door Don Hall en Chris Williams. De film is geproduceerd door Walt Disney Animation Studios. Het is de 54e film in de Walt Disney Animation Studios-reeks. Het verhaal is gebaseerd op de gelijknamige Marvel Comics-stripverhalen van Duncan Rouleau en Steven T. Seagle. Big Hero 6 is de eerste samenwerking tussen Walt Disney Studios en Marvel Studios sinds Disney Marvel overnam in 2009.
Het cijfer 6 in de titel is geen aanduiding van een sequel, maar van het aantal leden van het team.

## Verhaal
Het verhaal speelt zich af in een fictieve futuristische metropool genaamd San Fransokyo (een porte-manteau van San Francisco en Tokio). In deze stad woont Hiro Hamada, een 14-jarig wonderkind dat samen met zijn broer Tadashi bij zijn tante woont sinds hun ouders zijn omgekomen. Hiro slijt zijn dagen vooral met deelnemen aan verboden robotgevechten, die hij dankzij zijn eigen gemaakte robot makkelijk wint, maar wat hem wel in problemen brengt met de politie.
In een poging Hiro zijn leven te laten veranderen, neemt Tadashi hem mee naar de universiteit waar hij zelf studeert. Daar stelt hij Hiro voor aan zijn vriendenclub (GoGo, Wasabi, Honey Lemon, en Fred) en laat hem de uitvindingen zien waar ze aan werken, waaronder een opblaasbare EHBO-robot genaamd Baymax. Tadashi’s plan slaagt, want Hiro is dermate onder de indruk dat hij ook naar de universiteit wil. Om toegelaten te worden ontwerpt Hiro een revolutionair nieuw model robots, de microbots; robotjes van slechts enkele centimeters groot, die echter in enorme aantallen in recordtijd complexe constructies kunnen bouwen. Hiro’s uitvinding levert hem lof op van professor Robert Callaghan, maar trekt ook de aandacht van zakenman Alistair Krei, die de microbots wil kopen. Op aandringen van Callaghan slaat Hiro het aanbod af. Niet veel later breekt er brand uit in de universiteit. Bij de brand komen Tadashi en Callaghan om, en worden de microbots klaarblijkelijk vernietigd.
Weken later is Hiro nog altijd niet over het verlies van zijn broer heen. Hij zondert zich af in zijn kamer, totdat hij per ongeluk Baymax weer activeert en tevens ontdekt dat de laatste microbot nog actief is. Door de microbot te volgen ontdekt Hiro een verlaten pakhuis, waar een gemaskerde man genaamd Yokai bezig is meer microbots te maken, die hij duidelijk gestolen heeft tijdens de brand. Beseffend dat Yokai achter de brand in de universiteit zit (en dus indirect de dood van Tadashi), bouwt Hiro Baymax om tot een gevechtsrobot om de strijd met Yokai aan te gaan. Hun eerste confrontatie vindt plaats in de haven, maar Baymax blijkt niet opgewassen tegen het leger microbots. Enkel dankzij tussenkomst van GoGo, Wasabi, Honey Lemon, en Fred kunnen Hiro en Baymax ontkomen. Als Hiro hen de situatie uitlegt, besluiten ze samen te spannen tegen Yokai. Ze modificeren hun uitvindingen tot wapens en worden een superheldenteam.
Als nieuw team confronteren ze Yokai op een eiland, waar Yokai bezig blijkt te zijn om met zijn microbots een oude machine uit zee te vissen en weer in elkaar te zetten. In het gevecht dat volgt wordt Yokai ontmaskerd, maar tot ieders verbazing blijkt achter het masker niet Krei te zitten (hij was de meest logische verdachte, daar hij de enige was met een duidelijk motief om de microbots te willen stelen), maar professor Callaghan, die zijn dood in scène had gezet en de brand had gesticht. Nader onderzoek onthuld dat de machine waar Callaghan aan werkt een teleportatieportaal is, dat ooit werd gebouwd door Krei in opdracht van het leger. Callaghans dochter Abigail moest dit portaal als eerste mens uitproberen. Er ging echter iets mis en Abigail verdween voorgoed in het portaal. Sindsdien houdt Callaghan Krei verantwoordelijk voor de dood van zijn dochter, en wil met de microbots wraak nemen. Dat hij daarvoor onschuldigen uit de weg moet ruimen deert hem niet. In blinde razernij probeert Hiro Callaghan te vermoorden; iets waar de anderen hem maar net van kunnen weerhouden.
Callaghan kan ontkomen en valt met zijn microbots en het herstelde portaal Krei aan bij diens kantoor. Zijn plan is om eerst Krei’s kantoor geheel in de poort te laten verdwijnen, en daarna Krei er zelf in te werpen. Een tweede confrontatie tussen Callaghan en de helden volgt. De microbots en Callaghan worden verslagen. Baymax ontdekt dat Abigail nog in leven is binnen het portaal. Hij en Hiro gaan het portaal binnen, vinden Abigail, maar bij hun poging het portaal weer te verlaten raakt Baymax beschadigd door een stuk puin. Hij kan met behulp van de raketvuist die Hiro hem had gegeven nog wel Hiro en Abigail op tijd het portaal uit sturen, maar zelf blijft hij achter.
Callaghan wordt gearresteerd. Hiro ontdekt tot zijn vreugde dat Baymax’ geheugenkaart in de robotvuist zit, en gebruikt deze om Baymax te herbouwen. De zes vrienden gaan verder op de ingeslagen weg om zoveel mogelijk mensen te helpen. In een bonusscène na de aftiteling ontdekt Fred dat zijn vader een gepensioneerde superheld is.

## Stemverdeling
| Personage                          | Engelse stem       | Nederlandse stem    | Vlaamse stem          |
| ---------------------------------- | ------------------ | ------------------- | --------------------- |
| Baymax                             | Scott Adsit        | Barnier Geerling    | Bert Cosemans         |
| Hiro Hamada                        | Ryan Potter        | Faas Wijn           | Reuben De Boel        |
| Tadashi Hamada                     | Daniel Henney      | Kevin Hassing       | Maarten Ketels        |
| Fred                               | T.J. Miller        | Stephan Holwerda    | Dimitri Vegas         |
| Go Go Tomago                       | Jamie Chung        | Desi van Doeveren   | Darya Gantura         |
| Wasabi                             | Damon Wayans Jr.   | Juliann Ubbergen    | Govert Deploige       |
| Honey Lemon                        | Génesis Rodríguez  | Priscilla Knetemann | Priske Dehandschutter |
| Professor Robert Callaghan / Yokai | James Cromwell     | Jim Berghout        | Jos Dom               |
| Alistair Krei                      | Alan Tudyk         | Huub Dikstaal       | Gert Lahousse         |
| Tante Cass                         | Maya Rudolph       | Anne-Marie Jung     | Ini Massez            |
| Generaal                           | Abraham Benrubi    | Has Drijver         |                       |
| Abigail Callaghan                  | Katie Lowes        | Sanne Bosman        | Leen Diependaele      |
| Televisie Presentator              | Billy Bush         | Jurjen van Loon     |                       |
| Politie Agent                      | Daniel Gerson      | Has Drijver         |                       |
| Yama                               | Paul Briggs        | Simon Zwiers        | Ron Cornet            |
| Scheidsrechter                     | Charlotte Gulezian | Peggy Vrijens       |                       |
| Butler Heathcliff                  | David Shaughnessy  | Jan Nonhof          | Tuur De Weert         |
| Freds vader                        | Stan Lee           | Jan Nonhof          | Door Van Boeckel      |

De overige stemmen van de Nederlandse nasynchronisatie werden ingesproken door Sander Vissers, Nine Meijer, Louis van Beek, Jürgen Theuns, Valentijn Banga, Lizemijn Libgott en Jelle Kunst.

## Achtergrond
Sinds Disney in 2009 Marvel Comics overnam, waren er al plannen om meer films te maken gebaseerd op de minder bekende strips van Marvel. Regisseur Don Hall kwam met het idee om Big Hero 6 te verfilmen, nadat hij deze strip voor het eerst tegenkwam bij het doorzoeken van Marvel’s repertoire. Het feit dat de stripserie bij het grote publiek maar weinig bekend was, maakte dat Disney toch zijn eigen draai eraan kon geven. De film verschilt dan ook in meerdere opzichten van de strip. Zo zijn in de strip alle personages van Aziatische komaf, terwijl ze in de film een uitgebreidere etnische diversiteit hebben en zijn hun kostuums en superkrachten veranderd.
Big Hero 6 werd geheel geproduceerd door Walt Disney Animation Studios, hoewel ook medewerkers van Marvel deelnamen aan de productie, waaronder Joe Quesada. De animatiestijl van de film is een combinatie van de in de Japanse en die in de westerse cultuur gebruikelijke. In totaal werkten 90 tekenaars aan de film mee. In mei 2013 presenteerde Disney de eerste schetsen van de film. Een softwareprogramma genaamd Denizen werd gebruikt om meer dan 700 unieke personages te creëren. Een ander computerprogramma genaamd Bonzai werd gebruikt voor het ontwerpen van de 250.000 bomen in San Fransokyo. Ook werd een nieuw tekenprogramma genaamd Hyperion gebruikt bij de ontwikkeling van de film. Voor het ontwerp van Baymax liet Don Hall zich inspireren door zogenaamde ‘zachte robots’ die hij zag bij een bezoek aan het robotinstituut van de Carnegie Mellon University.
De film maakt geen deel uit van het Marvel Cinematic Universe maar speelt in een op zichzelfstaand fictief universum.
De stemmen voor de Nederlandse versie zijn gecast door Stephan Holwerda.

## Soundtrack
Henry Jackman componeerde de muziek voor de film.  De soundtrack bestaat voornamelijk uit instrumentale achtergrondmuziek, maar bevat ook 1 gezongen lied; "Immortals", geschreven en opgenomen door de Amerikaanse rockband Fall Out Boy.

Alle muziek is geschreven door Henry Jackman (behalve "Immortals").
| 1.                 | Immortals                    | Patrick Stump, Pete Wentz, Joe Trohman, Andy Hurley | Fall Out Boy | 3:15 |
| 2.                 | Hiro Hamada                  |                                                     |              | 1:57 |
| 3.                 | Nerd School                  |                                                     |              | 2:12 |
| 4.                 | Microbots                    |                                                     |              | 1:46 |
| 5.                 | Tadashi                      |                                                     |              | 1:46 |
| 6.                 | Inflatable Friend            |                                                     |              | 1:56 |
| 7.                 | Huggable Detective           |                                                     |              | 1:35 |
| 8.                 | The Masked Man               |                                                     |              | 1:29 |
| 9.                 | One of the Family            |                                                     |              | 1:49 |
| 10.                | Upgrades                     |                                                     |              | 2:27 |
| 11.                | The Streets of San Fransokyo |                                                     |              | 4:08 |
| 12.                | To the Manor Born            |                                                     |              | 1:15 |
| 13.                | So Much More                 |                                                     |              | 3:01 |
| 14.                | First Flight                 |                                                     |              | 2:35 |
| 15.                | Silent Sparrow               |                                                     |              | 4:39 |
| 16.                | Family Reunion               |                                                     |              | 2:39 |
| 17.                | Big Hero 6                   |                                                     |              | 6:57 |
| 18.                | I Am Satisfied with My Care  |                                                     |              | 5:29 |
| 19.                | Signs of Life                |                                                     |              | 1:14 |
| 20.                | Reboot                       |                                                     |              | 1:48 |
| Totale duur: 53:57 |                              |                                                     |              |      |

## Uitgave en ontvangst
De teaser werd in mei 2014 uitgebracht. De film ging in wereldpremière op het Internationaal filmfestival van Tokio op 23 oktober 2014. Ter promotie van de film bracht Yen Press voor de Japanse markt een mangaversie van de originele stripserie uit.
Big Hero 6 bracht wereldwijd meer dan $500 miljoen op, en was daarmee de vierde Disneyfilm van 2014 die deze grens wist te bereiken, na Guardians of the Galaxy, Maleficent en Captain America: The Winter Soldier. Reacties van critici waren overwegend positief. Op Rotten Tomatoes gaf 90% van de recensenten de film een goede beoordeling.
Bij de 87ste Oscaruitreiking won Big Hero 6 de Academy Award voor beste animatiefilm. Tevens won de film een Annie Award voor Animated Effects in an Animated Production en werd genomineerd voor een Golden Globe voor beste animatiefilm.

## Spin-off televisieseries
Een getekende animatie spin-off televisieserie werd sinds 2017 uitgebracht op Disney XD genaamd Big Hero 6: The Series. Deze serie is een direct vervolg op de film. Uiteindelijk stopte de serie na 3 seizoenen met 56 afleveringen in februari 2021. 
In juli 2022 verscheen op de streamingdienst Disney+ een televisieserie, bestaande uit shorts, genaamd Baymax!. In deze serie helpt Baymax patiënten met verschillende problemen. Terugkerende personages uit de film zijn Baymax, Hiro Hamada en Tante Cass.